# Румендінген
Румендінген (нім. Rumendingen) — громада  в Швейцарії в кантоні Берн, адміністративний округ Емменталь.

## Географія
Громада розташована на відстані близько 23 км на північний схід від Берна.
Румендінген має площу 2,4 км², з яких на 8,5% дозволяється будівництво (житлове та будівництво доріг), 59,7% використовуються в сільськогосподарських цілях, 30,2% зайнято лісами, 1,6% не є продуктивними (річки, льодовики або гори).

## Демографія
2019 року в громаді мешкало 79 осіб (+0% порівняно з 2010 роком), іноземців було 0%. Густота населення становила 32 осіб/км².
За віковим діапазоном населення розподілялося таким чином: 25,3% — особи молодші 20 років, 54,4% — особи у віці 20—64 років, 20,3% — особи у віці 65 років та старші. Було 35 помешкань (у середньому 2,2 особи в помешканні).
Із загальної кількості 144 працюючих 29 було зайнятих в первинному секторі, 13 — в обробній промисловості, 102 — в галузі послуг.